# Fylkesvei 520

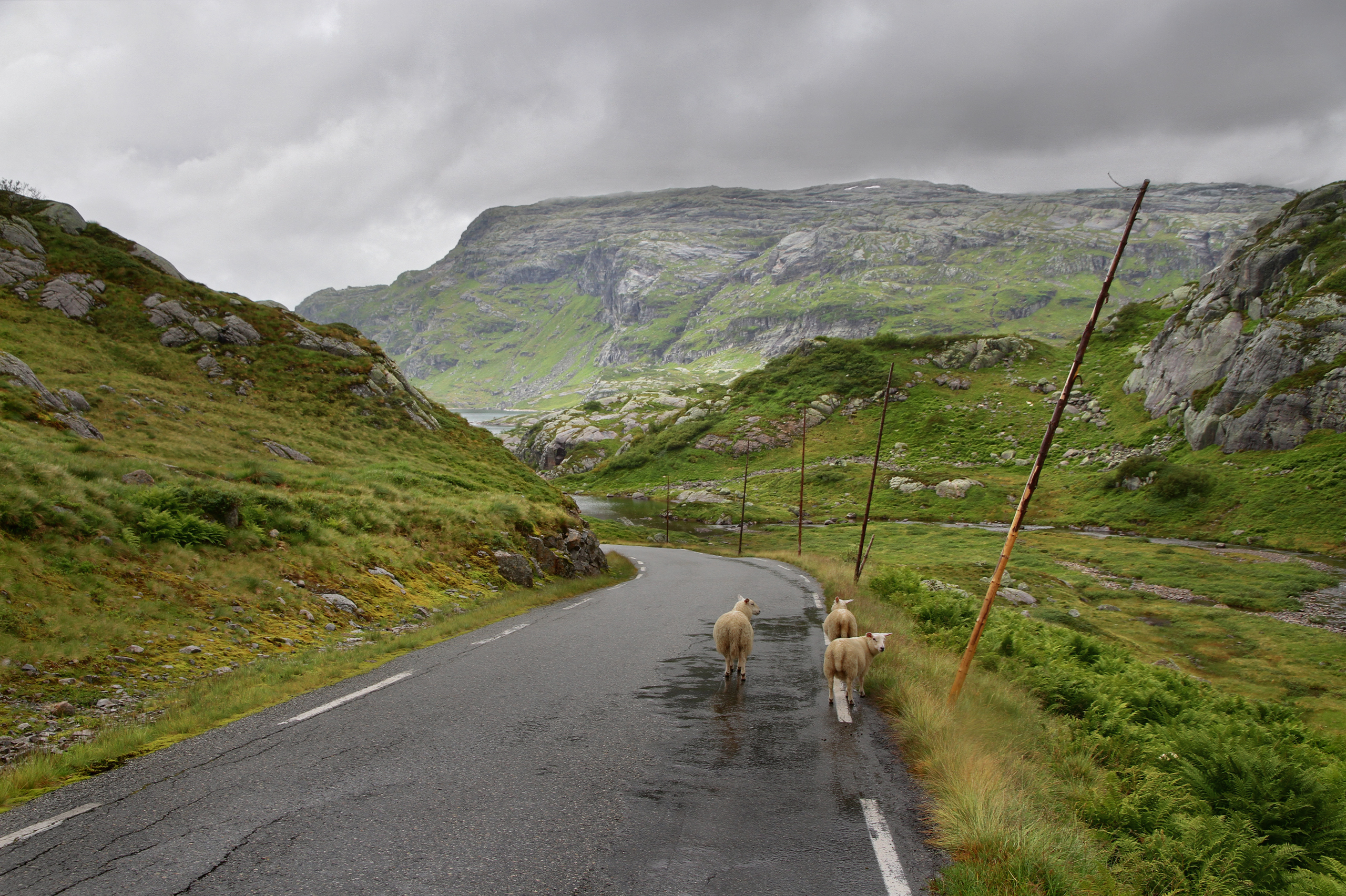
Schafe auf dem Fylkesvei 520, 2011

Der Fylkesvei 520 (Nynorsk: Fylkesveg 520) ist ein sogenannter Fylkesvei, also eine öffentliche Straße in Norwegen, deren Unterhalt in Händen der Fylkeskommunen liegt. Die Straße führt durch die beiden Provinzen (Fylker) Vestland und Rogaland.

## Streckenführung
Die Straße zweigt bei der Ortschaft Hårelva in der Gemeinde Ullensvang von der auch als „Haukelivegen“ bekannten Europastraße 134 (E134) ab. Sie führt zunächst parallel zum Riksvei 13 nach Süden, bevor sie einen Kurs nach Südwesten aufnimmt. Der Fylkesvei führt auf dem Weg von Ullensvang in die Nachbargemeinde Sauda und somit in die Nachbarprovinz Rogaland an mehreren Seen wie dem Halvjerdingsvatnet und dem Svartavatnet vorbei. Die Straße verläuft weiter in südwestlicher Richtung, bevor sie die Stadt Sauda erreicht, dort durch die kurzen Straßentunnel Nestunnel und Borviktunnel und schließlich an der Westküste des Saudafjordens weiter in den Süden führt. Auf diesem Weg befinden sich die beiden Tunnel Varstad- und Honganviktunnel. Bei Ropeid in der Gemeinde Suldal mündet die Straße in den Fylkesvei 46.
Die Länge des Teilstücks in der Provinz Vestland beträgt  etwa 11,8 Kilometer. Der Abschnitt in Rogaland ist etwa 56 Kilometer lang.

## Wintersperrung
Die Straße oder Teile davon werden bei schlechten Wetterverhältnissen meist nachts oder durchgehend gesperrt.